# Campeonato da Europa de Atletismo de 2012 - Salto triplo masculino
A prova do salto triplo masculino do Campeonato da Europa de Atletismo de 2012 foi disputada entre os dias 28 e 30 de junho de 2012 no Estádio Olímpico de Helsinque em Helsinque,  na Finlândia. 

## Recordes
Antes desta competição, os recordes mundiais e do campeonato nesta prova eram os seguintes:
|                       | Nome             | Nacionalidade | Distância | Local      | Data                 |
| --------------------- | ---------------- | ------------- | --------- | ---------- | -------------------- |
| Recorde mundial       | Jonathan Edwards | Reino Unido   | 18m 29cm  | Gotemburgo | 7 de agosto de 1995  |
| Recorde do campeonato | Jonathan Edwards | Reino Unido   | 17m 99cm  | Budapeste  | 23 de agosto de 1998 |
| Recorde europeu       | Jonathan Edwards | Reino Unido   | 18m 29cm  | Gotemburgo | 7 de agosto de 1995  |

## Medalhistas
| Ouro                  | Prata                  | Bronze                |
| Fabrizio Donato (ITA) | Sheryf El-Sheryf (UKR) | Aliaksei Tsapik (BLR) |

## Cronograma
Todos os horários são locais (UTC+3).
| Data        | Hora  | Evento       |
| ----------- | ----- | ------------ |
| 28 de junho | 12:20 | Qualificação |
| 30 de junho | 19:05 | Final        |

## Resultados

### Qualificação
Qualificação: Desempenho de 16.75 m (Q) ou os 12 melhores qualificados (q).
| Posição | Grupo | Atleta             | Nacionalidade | #1    | #2    | #3    | Resultados | Notas                |
| ------- | ----- | ------------------ | ------------- | ----- | ----- | ----- | ---------- | -------------------- |
| 1       | A     | Fabrizio Donato    | Itália        | 17.17 |       |       | 17.17      | Q                    |
| 2       | B     | Karol Hoffmann     | Polónia       | 17.09 |       |       | 17.09      | Q,                   |
| 3       | B     | Aliaksei Tsapik    | Bielorrússia  | x     | 16.95 |       | 16.95      | Q                    |
| 4       | A     | Sheryf El-Sheryf   | Ucrânia       | 16.91 |       |       | 16.91      | Q                    |
| 5       | B     | Momchil Karailiev  | Bulgária      | 16.73 | 16.50 | –     | 16.73      | q                    |
| 6       | A     | Yochai Halevi      | Israel        | 16.67 | 16.13 | 16.53 | 16.67      | q                    |
| 7       | B     | Fabrizio Schembri  | Itália        | 16.49 | 16.58 | 16.29 | 16.58      | q                    |
| 8       | B     | Zlatozar Atanasov  | Bulgária      | x     | 15.98 | 16.58 | 16.58      | q                    |
| 9       | B     | Andreas Pohle      | Alemanha      | x     | 14.15 | 16.54 | 16.54      | q                    |
| 10      | A     | Dimitrios Tsiamis  | Grécia        | 16.55 | 15.75 | x     | 16.55      | q                    |
| 11      | A     | Dzmitry Platnitski | Bielorrússia  | 15.70 | 16.47 | x     | 16.47      | q                    |
| 12      | B     | Aleksey Fyodorov   | Rússia        | 14.93 | x     | 16.43 | 16.43      | q                    |
| 13      | B     | Fabian Florant     | Países Baixos | x     | x     | 16.35 | 16.35      | Recorde da temporada |
| 14      | B     | Aleksi Tammentie   | Finlândia     | 16.23 | 16.32 | 16.15 | 16.32      | Recorde pessoal      |
| 15      | A     | Larry Achike       | Grã-Bretanha  | 15.77 | 16.25 | 16.13 | 16.25      |                      |
| 16      | A     | Lisvany Pérez      | Espanha       | 15.79 | 16.24 | 16.12 | 16.24      |                      |
| 17      | A     | Zacharias Arnos    | Chipre        | 16.23 | 16.02 | 16.02 | 16.23      |                      |
| 18      | A     | Karl Taillepierre  | França        | 15.10 | 15.55 | 16.20 | 16.20      |                      |
| 19      | A     | Marian Oprea       | Roménia       | 16.17 | x     | x     | 16.17      |                      |
| 20      | B     | Igor Sjunin        | Estónia       | 16.12 | x     | 16.24 | 16.24      |                      |
| 21      | A     | Anders Møller      | Dinamarca     | 15.98 | 13.23 | 15.60 | 15.98      | Recorde da temporada |
| 22      | B     | Marcos Caldeira    | Portugal      | 15.95 | x     | x     | 15.95      |                      |
| 23      | B     | Daniele Greco      | Itália        | 15.90 | x     | x     | 15.90      |                      |
| 24      | A     | Ruslan Samitov     | Rússia        | 15.40 | 15.86 | 16.32 | 16.32      |                      |
| 25      | A     | Rumen Dimitrov     | Bulgária      | x     | 15.12 | 15.60 | 15.60      |                      |
| 26      | B     | Vicente Docavo     | Espanha       | x     | x     | 14.28 | 14.28      |                      |
| 27      | A     | Mantas Dilys       | Lituânia      | x     | x     | x     | NM         |                      |

### Final
| Posição           | Atleta             | Nacionalidade | #1     | #2     | #3     | #4     | #5    | #6    | Resultados | Notas                |
| ----------------- | ------------------ | ------------- | ------ | ------ | ------ | ------ | ----- | ----- | ---------- | -------------------- |
| Medalha de ouro   | Fabrizio Donato    | Itália        | 17.63w | 17.53  | 17.49  | 17.17  | –     | 16.08 | 17.63      |                      |
| Medalha de prata  | Sheryf El-Sheryf   | Ucrânia       | 17.28w | 16.99  | 16.94  | 16.57  | –     | –     | 17.28      |                      |
| Medalha de bronze | Aliaksei Tsapik    | Bielorrússia  | 16.18  | 16.97w | x      | 15.38  | 16.65 | 16.83 | 16.97      |                      |
| 4                 | Aleksey Fyodorov   | Rússia        | x      | 16.83  | x      | 16.72  | 16.68 | 16.79 | 16.83      | Recorde da temporada |
| 5                 | Momchil Karailiev  | Bulgária      | x      | 16.77  | 16.68w | 16.61  | x     | x     | 16.77      |                      |
| 6                 | Karol Hoffmann     | Polónia       | 16.74  | 16.06  | x      | 16.71w | x     | 16.47 | 16.74      |                      |
| 7                 | Dzmitry Platnitski | Bielorrússia  | x      | x      | 16.56w | x      | 16.68 | 16.50 | 16.68      |                      |
| 8                 | Yochai Halevi      | Israel        | 16.24  | 16.25  | 16.62  | 16.19  | 16.62 | 16.67 | 16.67      |                      |
| 9                 | Dimitrios Tsiamis  | Grécia        | 16.52  | 16.19w | 16.44  |        |       |       | 16.52      |                      |
| 10                | Fabrizio Schembri  | Itália        | 16.34  | x      | 16.40  |        |       |       | 16.40      |                      |
| 11                | Zlatozar Atanasov  | Bulgária      | 15.74  | 16.03  | 16.39  |        |       |       | 16.39      |                      |
| 12                | Andreas Pohle      | Alemanha      | x      | x      | 16.34  |        |       |       | 16.34      |                      |

Legenda
| Recorde mundial       | Recorde mundial (World record)               |                       | Recorde africano                      | Recorde africano (African) |                                           | Q | Classificado por posição (Qualified) |
| Recorde do campeonato | Recorde do campeonato (Championship record)  | Recorde da América    | Recorde da América (Americas)         | q                          | Classificado por melhor tempo (Qualified) |   |                                      |
| Melhor marca do ano   | Melhor marca do ano (World leading)          | Recorde asiático      | Recorde asiático (Asian)              | DNS                        | Não largou (Did not start)                |   |                                      |
| Recorde nacional      | Recorde nacional (National record)           | Recorde europeu       | Recorde europeu (European)            | DNF                        | Não terminou (Did not finish)             |   |                                      |
| Recorde pessoal       | Recorde pessoal do atleta (Personal best)    | Recorde da Oceania    | Recorde da Oceania (Oceania)          | DSQ / DQ                   | Desclassificado (Disqualified)            |   |                                      |
| Recorde da temporada  | Recorde da temporada do atleta (Season best) | Recorde sul-americano | Recorde sul-americano (South America) | NM                         | Sem marca (No mark)                       |   |                                      |